# Шани
Шани (фр. Chanu) насеље је и општина у северној Француској у региону Доња Нормандија, у департману Орн која припада префектури Аржантан.
По подацима из 2011. године у општини је живело 1291 становника, а густина насељености је износила 82,12 становника/km². Општина се простире на површини од 15,72 km². Налази се на средњој надморској висини од 299 метара (максималној 321 m, а минималној 226 m).

## Демографија
| 1962. | 1968. | 1975. | 1982. | 1990. | 1999. | 2011. |
| ----- | ----- | ----- | ----- | ----- | ----- | ----- |
| 1.135 | 1.147 | 1.141 | 1.237 | 1.189 | 1.206 | 1.291 |

График промене броја становника у току последњих година